# Partidul Socialist (Franța)
Partidul Socialist din Franța (în franceză Parti socialiste, PS) este un partid politic social-democrat și social-ecologist din Franța, cel mai mare partid francez de centru-stânga. Alături de republicanii, Partidul Socialist reprezintă unul dintre cele două partide politice majore contemporane în Franța. Partidul Socialist este succesorul de drept al Secțiunii Franceze a Internaționalei Muncitorești (SFIO) și în prezent este condus de prim-secretar Jean-Christophe Cambadélis. PS face parte din Partidul Socialiștilor Europeni (PES), Internaționala Socialistă (SI) și Alianța Progresivă.
Pentru prima dată Partidul Socialist a ajuns la putere în 1981, când candidatul său François Mitterrand a fost ales președinte al Franței în urma alegerilor prezidențiale din 1981. Cu susținerea președintelui Mitterrand, PS a format o majoritate de guvernamentală în Adunarea Națională în perioada 1981-1986 și 1988–1993. În  alegerile prezidențiale 1995 liderul PS Lionel Jospin a suferi o înfrângere în față liderului Republicanilor Jacques Chirac, dar în 1997 a devenit prim-ministru deținând funcția până în 2002, când fiind candidatul socialiștilor în alegerile prezidențiale nu a reușit nici măcar să intre în turul doi.
În 2007, candidatul partidului pentru alegerile prezidențiale, Segolene Royal, a fost învinsă de Nicolas Sarkozy, candidatul UMP. Apoi, socialiștii au câștigat alegerile regionale și locale, iar în 2011 au preluat controlul asupra Senatului, pentru prima dată în mai mult de cincizeci de ani. Pe data de 6 mai 2012, François Hollande, prim-secretar al Partidului Socialist 1997-2008, a fost ales președinte al Franței, iar luna viitoare, partidul a câștigat majoritatea și în Adunarea Națională.
Din Partidul Socialist au făcut parte mai multe figuri care au acționat la nivel internațional: Jacques Delors, care a fost al optulea președinte al Comisiei Europene (1985-1994), Dominique Strauss-Kahn, care a fost director general al Fondului Monetar Internațional în anii 2007-2011, și Pascal Lamy, directorul general al Organizației Mondiale a Comerțului în anii 2005–2013.
În 2014, partidul avea 60.000 de membri. Printre cei mai cunoscuți membri ai acestui partid se numără: François Hollande, François Mitterrand, Ségolène Royal, Laurent Fabius, Dominique Strauss-Kahn, Claude Cheysson, Édith Cresson. Doi președinți ai celei de-a Cincea Republici Franceze, François Mitterrand (1981-1995) și François Hollande (2012-2017) au fost aleși în funcție din partea PS.

## Rezultate electorale

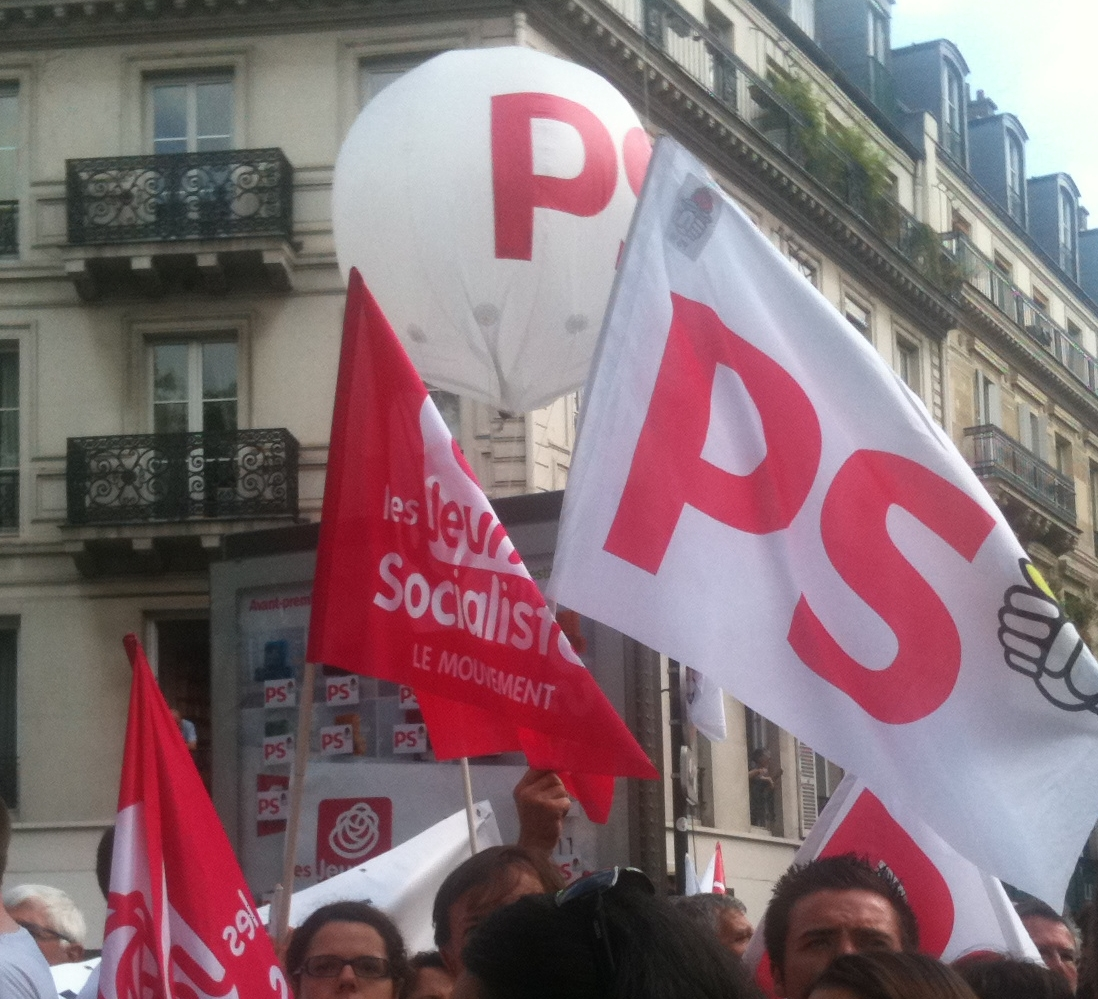
Drapelul Partidului Socialist

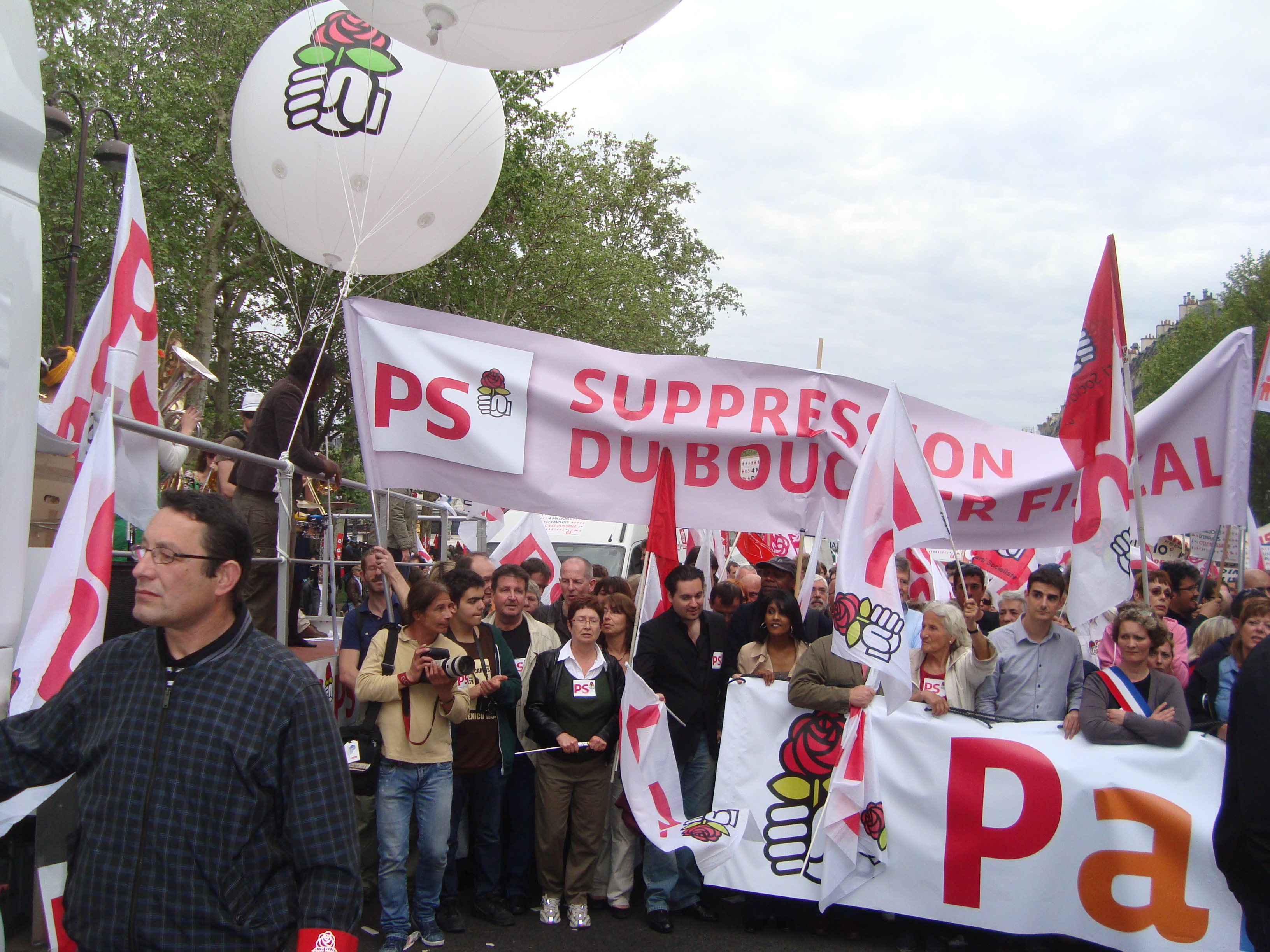
Demonstrația socialiștilor, 1 mai 2010

### Alegeri prezidențiale
| An   | Candidat            | # în prima rundă | % din prima rundă | # în a doua rundă | % din a doua rundă |
| ---- | ------------------- | ---------------- | ----------------- | ----------------- | ------------------ |
| 1974 | François Mitterrand | 11,044,373       | 43.25 (#1)        | 12,971,604        | 49.19 (#2)         |
| 1981 | François Mitterrand | 7,505,960        | 25.85 (#2)        | 15,708,262        | 51.76 (#1)         |
| 1988 | François Mitterrand | 10,381,332       | 34.11 (#1)        | 16,704,279        | 54.02 (#1)         |
| 1995 | Lionel Jospin       | 7,098,191        | 23.30 (#1)        | 14,180,644        | 47.36 (#2)         |
| 2002 | Lionel Jospin       | 4,610,113        | 16.18 (#3)        | —                 | —                  |
| 2007 | Ségolène Royal      | 9,500,112        | 25.87 (#2)        | 16,790,440        | 46.94 (#2)         |
| 2012 | François Hollande   | 10,272,705       | 28.63 (#1)        | 18,004,656        | 51.63 (#1)         |
| 2017 | Benoît Hamon        | 2,291,288        | 6.36 (#5)         | —                 | —                  |
| 2022 | Anne Hidalgo        | 604,217          | 1.74 (#10)        | —                 | —                  |

### Adunarea națională
| An   | # în prima rundă | % din prima rundă | # locuri obținute | +/-   | Guvernare |
| ---- | ---------------- | ----------------- | ----------------- | ----- | --------- |
| 1973 | 4,579,888        | 18.9%             | 89 / 491          | ▬     | Opoziție  |
| 1978 | 6,451,151        | 22.6%             | 104 / 491         | ▲ 15  | Opoziție  |
| 1981 | 9,077,435        | 36.0%             | 269 / 491         | ▲ 165 | Guvernare |
| 1986 | 8,693,939        | 31.0%             | 206 / 573         | ▼ 63  | Opoziție  |
| 1988 | 8,493,602        | 34.8%             | 260 / 577         | ▲ 54  | Guvernare |
| 1993 | 4,476,716        | 17.6%             | 53 / 577          | ▼ 207 | Opoziție  |
| 1997 | 5,961,612        | 23.5%             | 255 / 577         | ▲ 202 | Guvernare |
| 2002 | 6,086,599        | 24.1%             | 140 / 577         | ▼ 115 | Opoziție  |
| 2007 | 6,436,520        | 24.73%            | 186 / 577         | ▲ 46  | Opoziție  |
| 2012 | 7,617,996        | 29.35%            | 280 / 577         | ▲ 94  | Guvernare |
| 2017 | 1,685,677        | 7.44%             | 30 / 577          | ▼249  | Opoziție  |

### Parlamentul European
| An   | # voturi  | % din vot. totale | # loc. obținute | +/-  |
| ---- | --------- | ----------------- | --------------- | ---- |
| 1979 | 4,763,026 | 23.53%            | 22 / 81         | ▬    |
| 1984 | 4,188,875 | 20.76%            | 20 / 81         | ▼ 2  |
| 1989 | 4,286,354 | 23.61%            | 22 / 87         | ▲ 2  |
| 1994 | 2,824,173 | 14.49%            | 15 / 87         | ▼ 7  |
| 1999 | 3,873,901 | 21.95%            | 22 / 78         | ▲ 7  |
| 2004 | 4,960,756 | 28.90%            | 31 / 74         | ▲ 9  |
| 2009 | 2,838,160 | 16.48%            | 14 / 74         | ▼ 17 |
| 2014 | 2,649,202 | 13.98%            | 12 / 74         | ▼ 2  |
| 2019 | 1,403,170 | 6.19%             | 3 / 74          | ▼ 9  |

## Primii secretari

Alain Savary 1969-1971
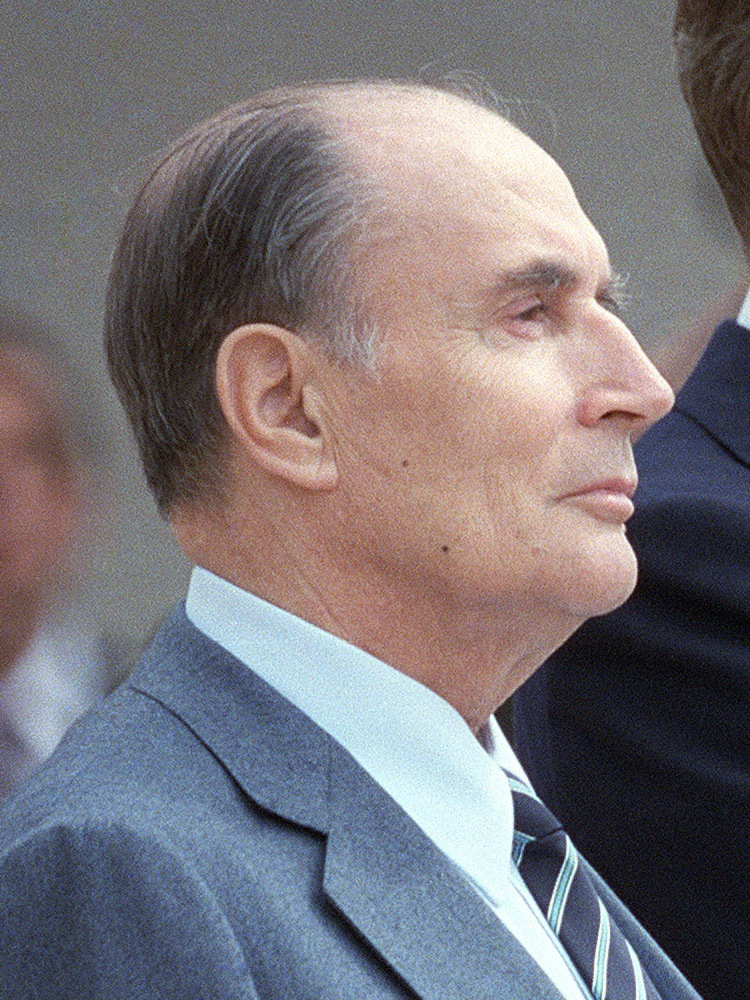
François Mitterrand 1971-1981
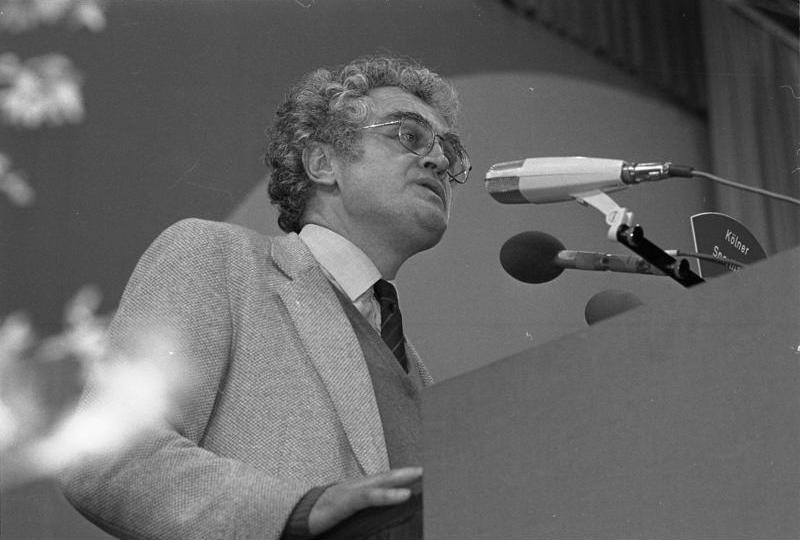
Lionel Jospin 1981-1988
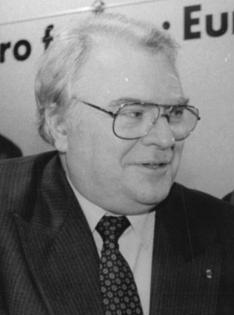
Pierre Mauroy 1988-1992
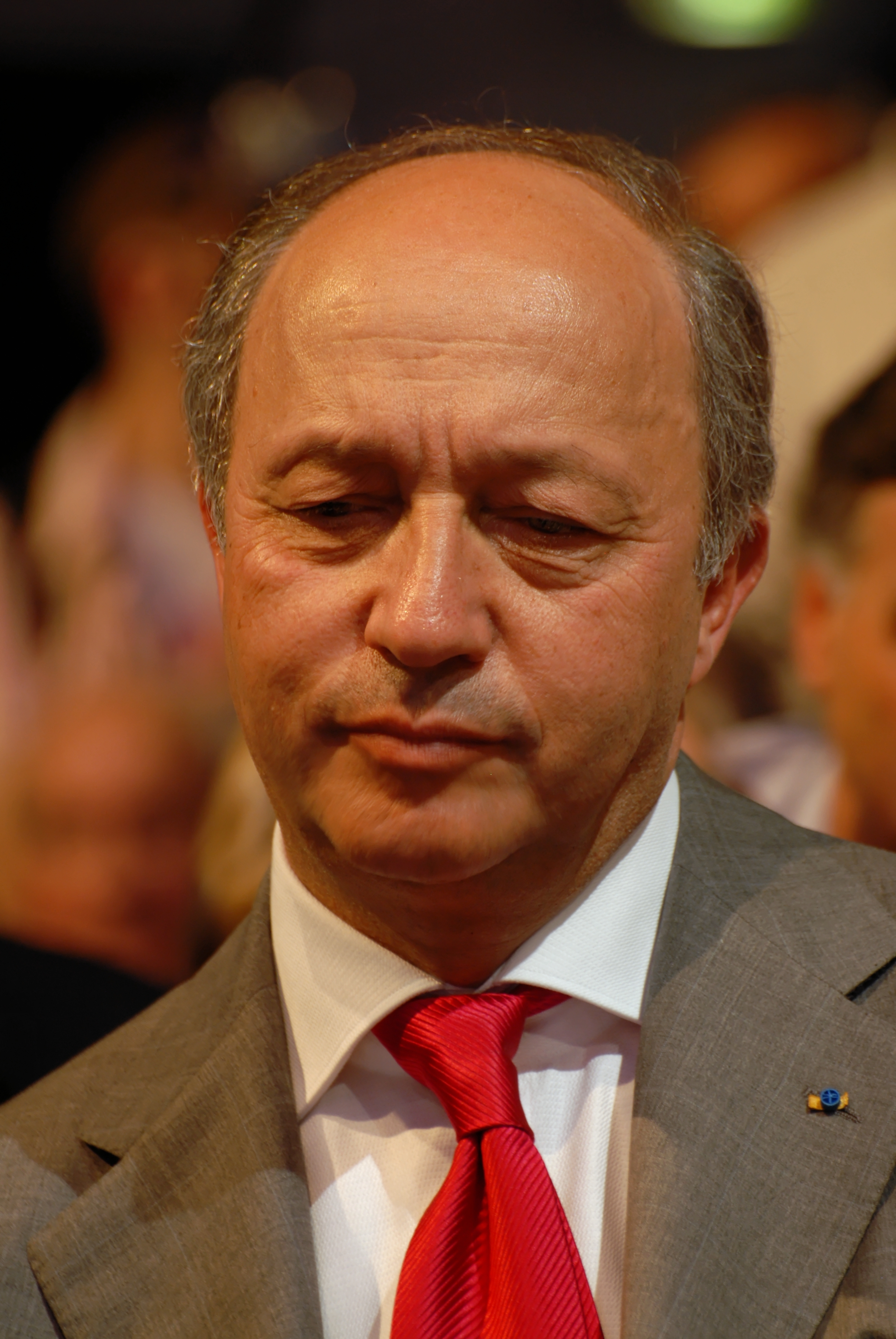
Laurent Fabius 1992-1993
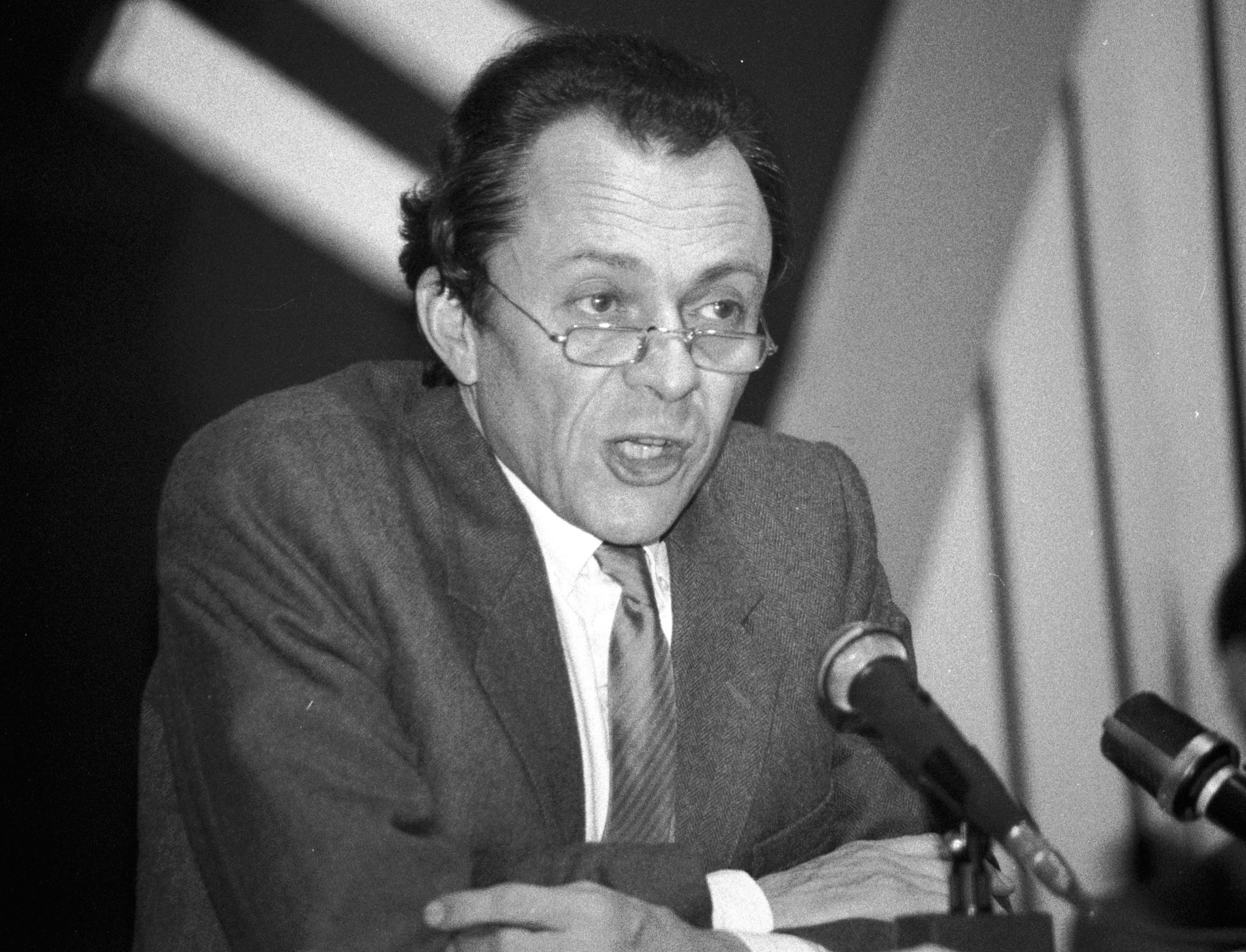
Michel Rocard 1993-1994
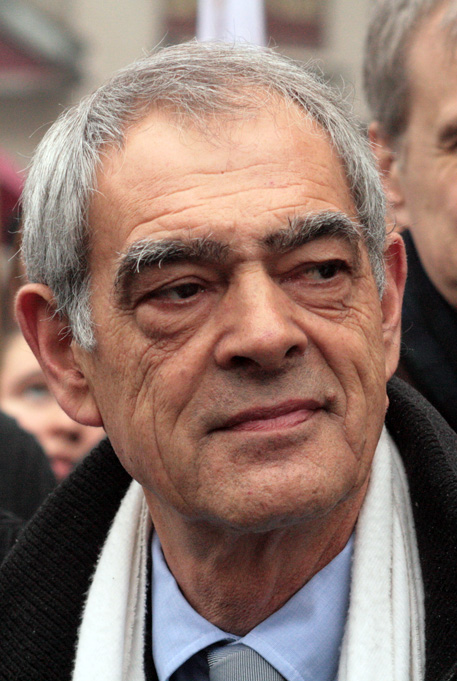
Henri Emmanuelli 1994-1995
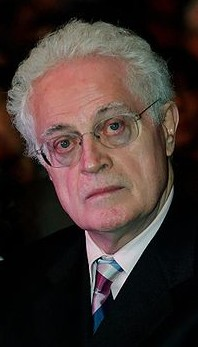
Lionel Jospin 1995-1997
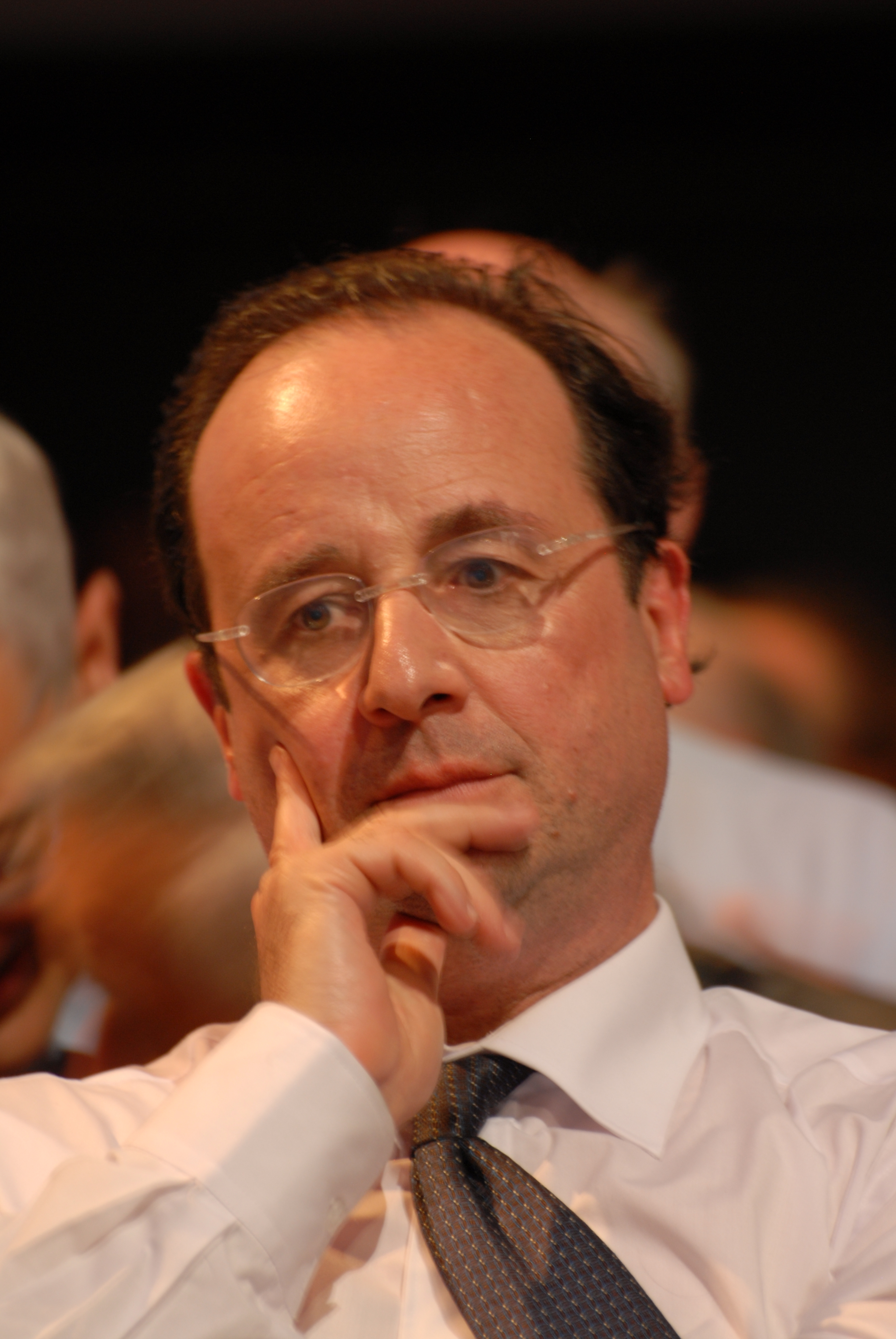
François Hollande 1997-2008
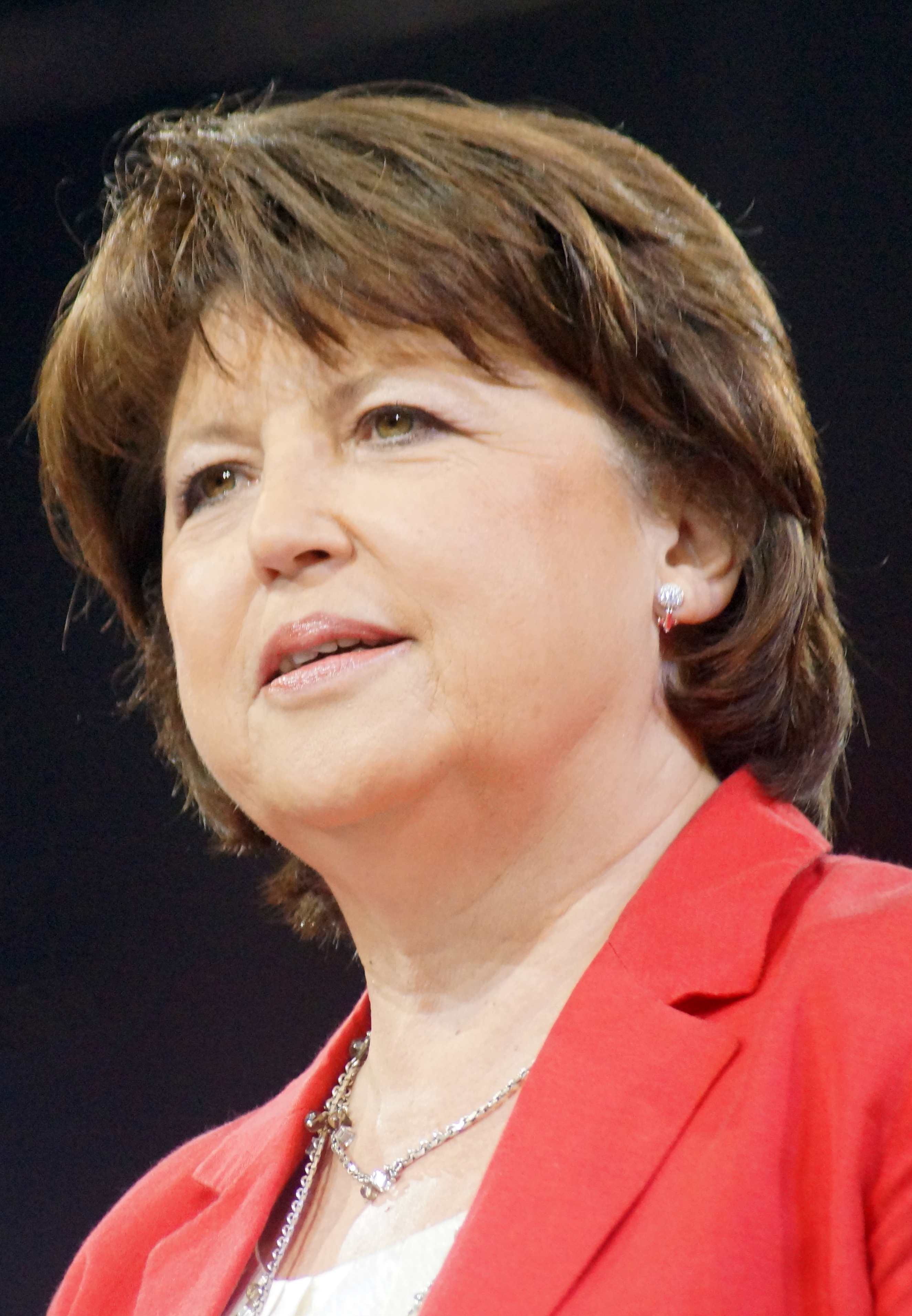
Martine Aubry 2008-2012
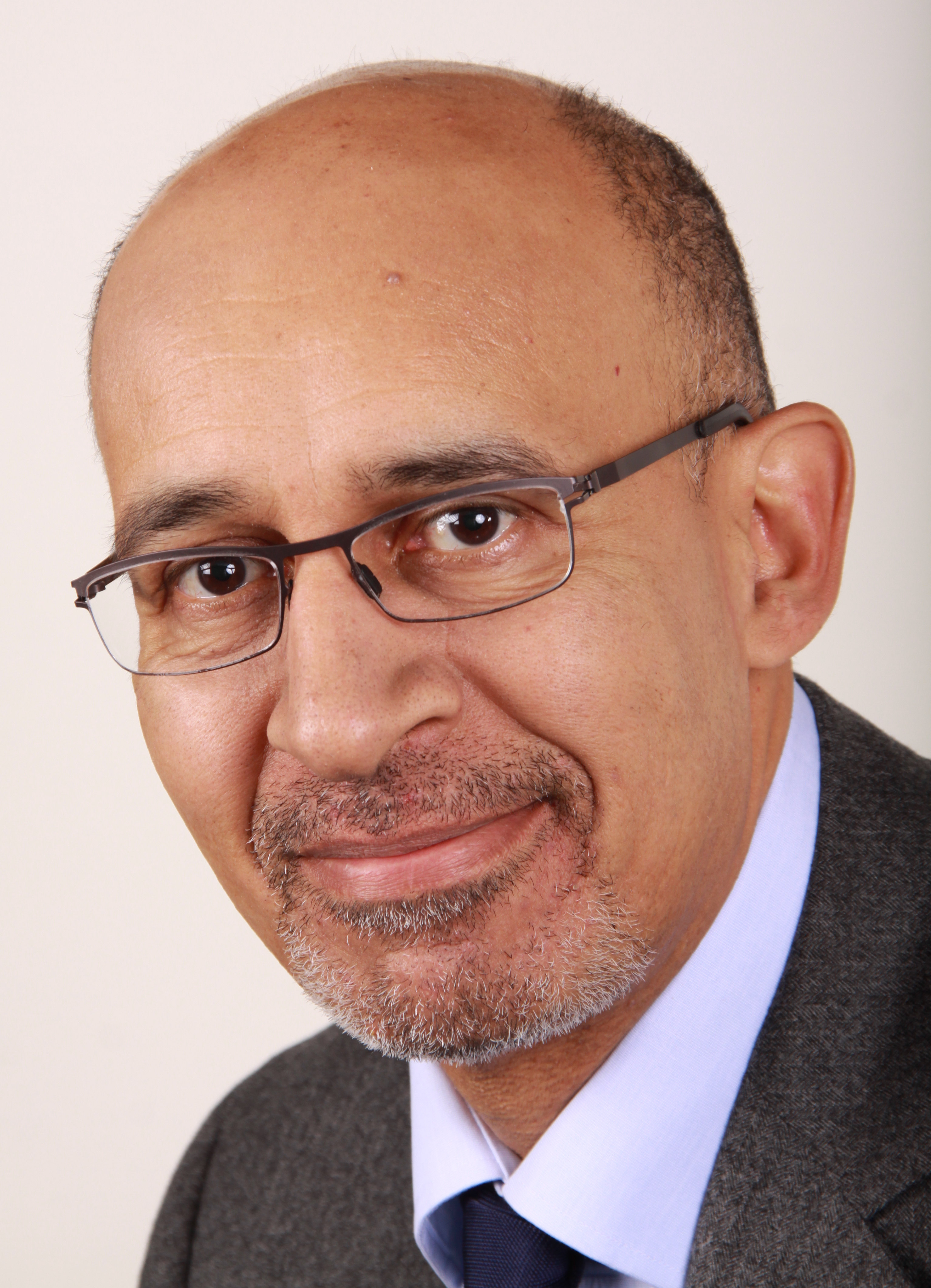
Harlem Désir 2012-2014
Jean-Christophe Cambadélis 2014-2018
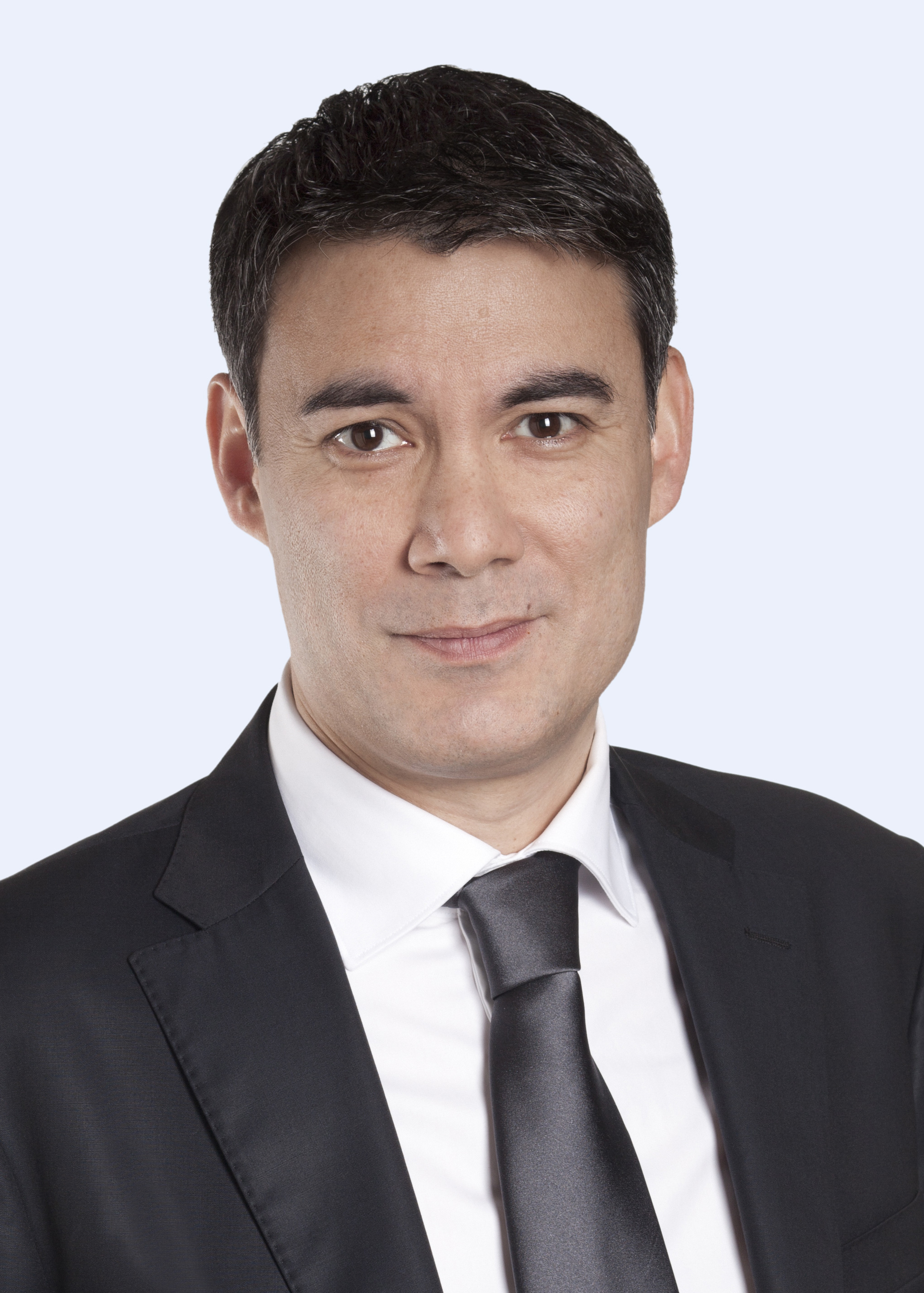
Olivier Faure 2018-